# エリザベス・キャンベージ
エリザベス・キャンベージ（Elizabeth Cambage、1991年8月18日 - ）は、オーストラリアの女子プロバスケットボール選手である。ポジションはセンター。オーストラリア代表。

## 経歴
イギリス・ロンドンでナイジェリア系オーストラリア人の両親から生まれ、3歳で両親が離婚し母とともにオーストラリアへ。
2007年、WNBLのダンデノング・レジャーズのジュニアチームから「オーストラリア国立スポーツ研究所」の奨学生となる。
2009年、Bulleen Boomersに入団。2012年までプレー。
2012年、中国の浙江潮州に移籍。女子バスケットボール選手として世界最高額とされる年俸40万オーストラリアドルで契約したと報道された。
2015年、同じ中国の上海宝山へ移籍。

### WNBA
2011年、WNBAドラフト全体2位でタルサ・ショックに指名され入団。WNBAオールスターゲームにも出場。
2012年はロンドンオリンピックのためチームを離れる。
2013年、タルサに復帰。

## ナショナルチーム
2008年、オーストラリア代表に初選出。
2010年世界選手権にも出場。
ロンドンオリンピックで銅メダルを獲得。